# Goussonville
Goussonville település Franciaországban, Yvelines megyében. Lakosainak száma 643 fő (2022. január 1.). Goussonville Arnouville-lès-Mantes, Boinville-en-Mantois, Épône, Hargeville, Jumeauville és Mézières-sur-Seine községekkel határos.

## Népesség
A település népességének változása:
| Lakosok száma | 613  | 615  | 627  | 622  | 625  | 625  | 628  | 636  | 643  |
|               | 2013 | 2015 | 2016 | 2017 | 2018 | 2019 | 2020 | 2021 | 2022 |